# 陶瞻
陶瞻（？—328年），字道真，东晋鄱阳郡枭阳县（今江西省都昌县）人，陶侃之子，周访之婿。
陶瞻年轻时有才器，担任广陵相。晋明帝太宁二年（324年），王敦将反，陶瞻还卫京师，跟随大都督王导讨王敦。转任庐江郡、建昌郡太守，转任散骑常侍、都亭侯。晋成帝咸和三年（328年）苏峻叛乱，随光禄大夫卞壶等在西陵青溪栅（在今江苏南京附近）为乱兵所杀，追赠大鸿胪，谥愍悼世子。以陶瞻的弟弟陶夏为世子，陶夏病卒后。朝廷以陶瞻之子陶弘袭封陶侃之爵长沙郡开国公，官至光祿勳。陶弘卒，子陶绰之嗣爵。陶绰之卒，子陶延寿嗣爵。刘宋受禅，陶延寿降为吴昌侯，五百户。